# Galapa
Galapa è un comune della Colombia facente parte del dipartimento dell'Atlantico.
Le origini del centro abitato risalgono ad un insediamento indigeno scoperto dagli spagnoli nel 1533, mentre l'istituzione del comune è del 1873.